# Rhododendron circinnatum
Rhododendron circinnatum là một loài thực vật có hoa trong họ Thạch nam. Loài này được Cowan & Kingdon-Ward miêu tả khoa học đầu tiên năm 1936.